# سوفكس

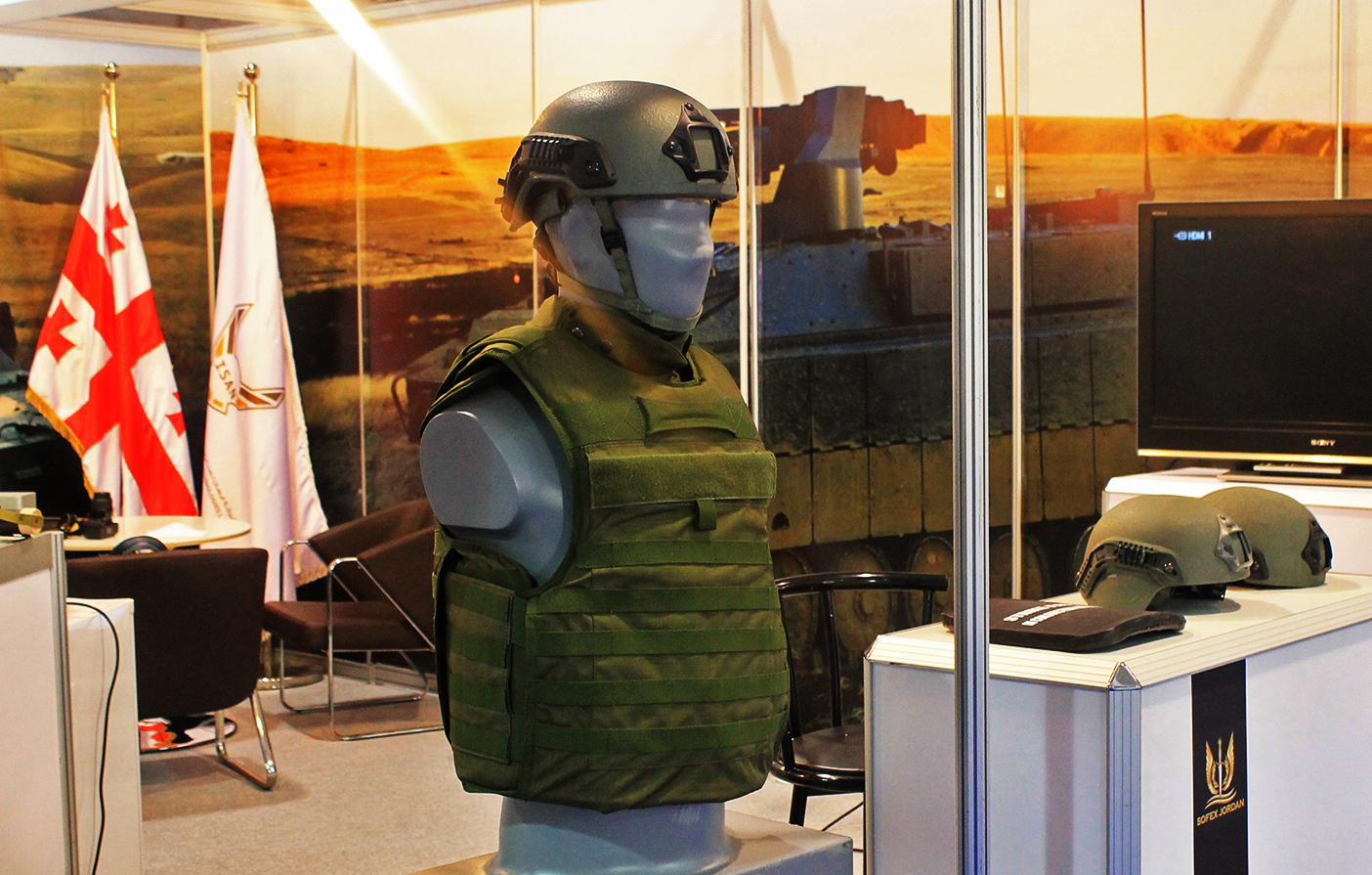
أحد البزات العسكرية المعروضة في معرض سوفكس في الأردن

معرض سوفكس للعمليات الخاصة، (بالإنجليزية: The Special Operations Forces Exhibition and Conference (SOFEX) )‏ هو معرض دولي يقام مرة كل سنتين في العاصمة الأردنية عمان.
يعد المعرض الأكبر من نوعه على مستوى العالم، والوحيد في منطقة الشرق الأوسط. ويتم خلاله عرض الصناعات العسكرية المستخدمة ومعدات القوات الخاصة الحديثة
وتأسس معرض ومؤتمر قوات العمليات الخاصة "سوفكس"، في العام 1996م، من قبل جلالة الملك، عبد الله الثاني، بمثابة منصة لعرض التقنيات والمعدات المبتكرة والجديدة في مجالات الدفاع، بغية مساعدة متخذي القرارات والقوات المسلحة في الحفاظ على الأمن والسلم في بلدانهم، وتعزيز أواصر العلاقات بيّن الحكومات والشركات المتخصصة بالصناعات الدفاعية والوكالة الأمنية حوّل العالم.